# Вулиця Залізнична (Кременчук)
Залізни́чна ву́лиця — одна з вулиць Кременчука. Протяжність близько 1900 метрів.

## Розташування
Вулиця розташована у Чередниках. Починається з вулиці Юрія Руфа та прямує на північний схід, де сполучається з Вишневим провулком.
Проходить крізь такі вулиці (з початку вулиці до кінця):
- Європейська
- Робітничий пров.

## Будівлі та об'єкти
- Буд. № 1
  - Філія «Кременчуцький заготівельний пункт ТОВ Фірми „СПЕКТР“»[2]
  - Філія «Кременчуцький заготівельний пункт ПП „Полтававторколльормет“»[2]